# Adelheid af Schaumburg-Lippe
Prinsesse Adelheid til Schaumburg-Lippe (tysk: Adelheid Christine Juliane Charlotte; 9. marts 1821 – 30. juli 1899) var en tysk prinsesse af Schaumburg-Lippe, der var hertuginde af Slesvig-Holsten-Sønderborg-Glücksborg fra 1878 til 1885.
Hun var datter af Fyrst Georg Vilhelm af Schaumburg-Lippe og blev gift i 1841 med den senere Hertug Frederik af Slesvig-Holsten-Sønderborg-Glücksborg, der var bror til Kong Christian 9. af Danmark.

## Biografi
Prinsesse Adelheid blev født den 9. marts 1821 i Schaumburg-Lippes hovedstad Bückeburg. Hun var det tredje barn og anden datter af Fyrst Georg Vilhelm af Schaumburg-Lippe i hans ægteskab med Prinsesse Ida af Waldeck og Pyrmont. Hendes far var fyrste af det lille fyrstendømme Schaumburg-Lippe i det centrale Tyskland. Prinsesse Adelheid havde otte søskende, heriblandt den senere Fyrst Adolf 1. Georg af Schaumburg-Lippe.
Hun blev gift den 16. oktober 1841 i Bückeburg med Prins Frederik af Slesvig-Holsten-Sønderborg-Glücksborg (1814-1885), der var en yngre søn af Hertug Vilhelm af Slesvig-Holsten-Sønderborg-Glücksborg og Prinsesse Louise Karoline af Hessen-Kassel. Han var desuden storebror til den senere Kong Christian 9. af Danmark. I ægteskabet blev der født fem børn, heriblandt den senere Hertug Frederik Ferdinand af Slesvig-Holsten-Sønderborg-Glücksborg.
Prins Frederik og Prinsesse Adelheid blev skilt i 1848. De giftede sig dog igen den 7. maj 1854.
Ved sin barnløse storebroder Hertug Carls død den 24. oktober 1878 succederede Prins Frederik som hertug af Glücksborg, og Adelheid blev hertuginde.
Hertug Frederik døde den 27. november 1885. Hertuginde Adelheid overlevede sin mand med 13 år og døde 78 år gammel den 30. juli 1899 i Itzehoe i Slesvig-Holsten.